# Modelo madrileña con pandereta
Modelo madrileña con pandereta (Tipus madrileny amb pandereta en idioma catalán) es una escultura hecha por Josep Campeny i Santamaria en 1890 y que se encuentra conservada actualmente en la Biblioteca Museo Víctor Balaguer, con el número de registro 2642 desde que ingresó el 26 de febrero de 1890, proveniente de la colección privada del propio autor de la obra.

## Descripción
Se trata de una escultura tipo busto donde se representa una joven vestida con torera y montera de paseo en la cabeza. Lleva puesto un vestido bastante escotado rematado por una ramita en el centro. Debajo de la parte frontal del busto se representa una pandereta. Gira la cabeza a su izquierda, mirando de reojo con gesto sonriente. Se encuentra firmada con la inscripción: J. Campeny.